# 주디 그리넘

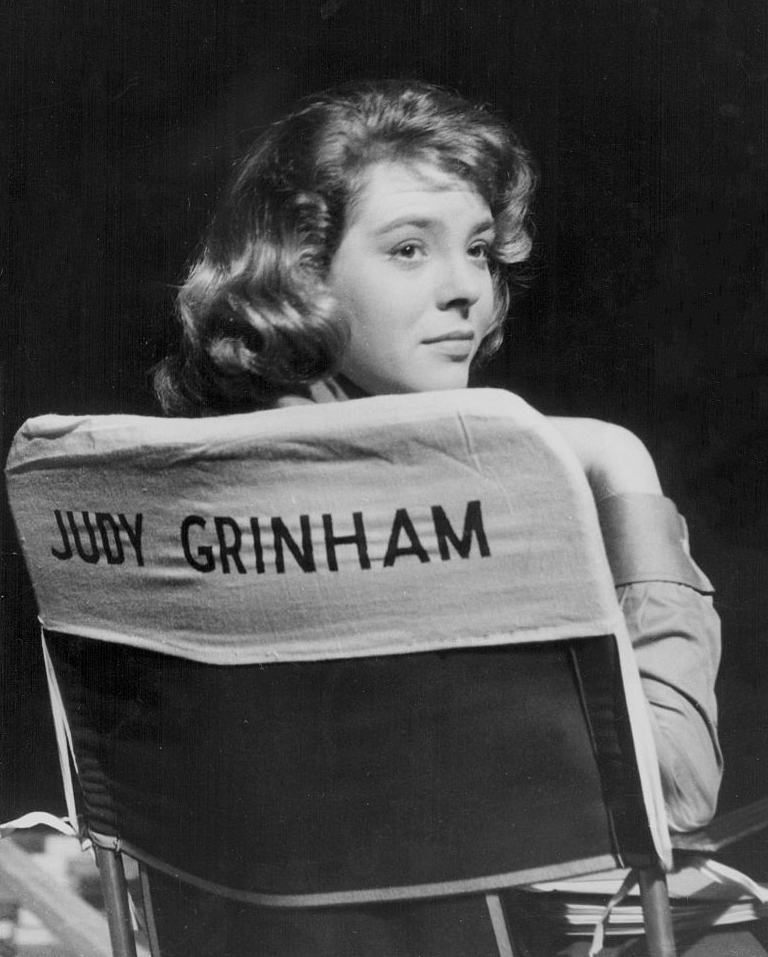

주디 그리넘(Judy Grinham, MBE, 1939년 3월 5일 ~ )은 영국의 수영 선수이다.
런던의 외곽 햄프스티드에서 태어나 니스던(Neasden)에서 자라왔다. 1956년 멜버른 올림픽에 출전하여 100m 배영에서 1분 12.9초의 세계 기록을 세워 우승한 그리넘은 1924년 루시 모턴 이래 올림픽 수영 금메달을 획득한 최초의 영국 선수였다.
1958년 코먼웰스 게임에서 110 야드(100m) 배영을 1분 11.9초와 함께 우승하였다. 그녀는 440 야드(400m) 혼계영에서도 또 하나의 우승을 거두고, 같은 해 부다페스트에서 열린 유럽 선수권 대회에서도 100m 배영을 우승하였다. 이것은 그녀를 올림픽, 대영 제국 경기와 유럽 선수권에서 동시에 같은 종목을 우승한 선수로 만들었다.

## 서훈
- 2007년 대영 제국 훈장 5등급(MBE)

## 같이 보기
- 올림픽 수영 여자 메달리스트 목록
- 수영 혼계영 400m 세계 기록 추이